# PLU

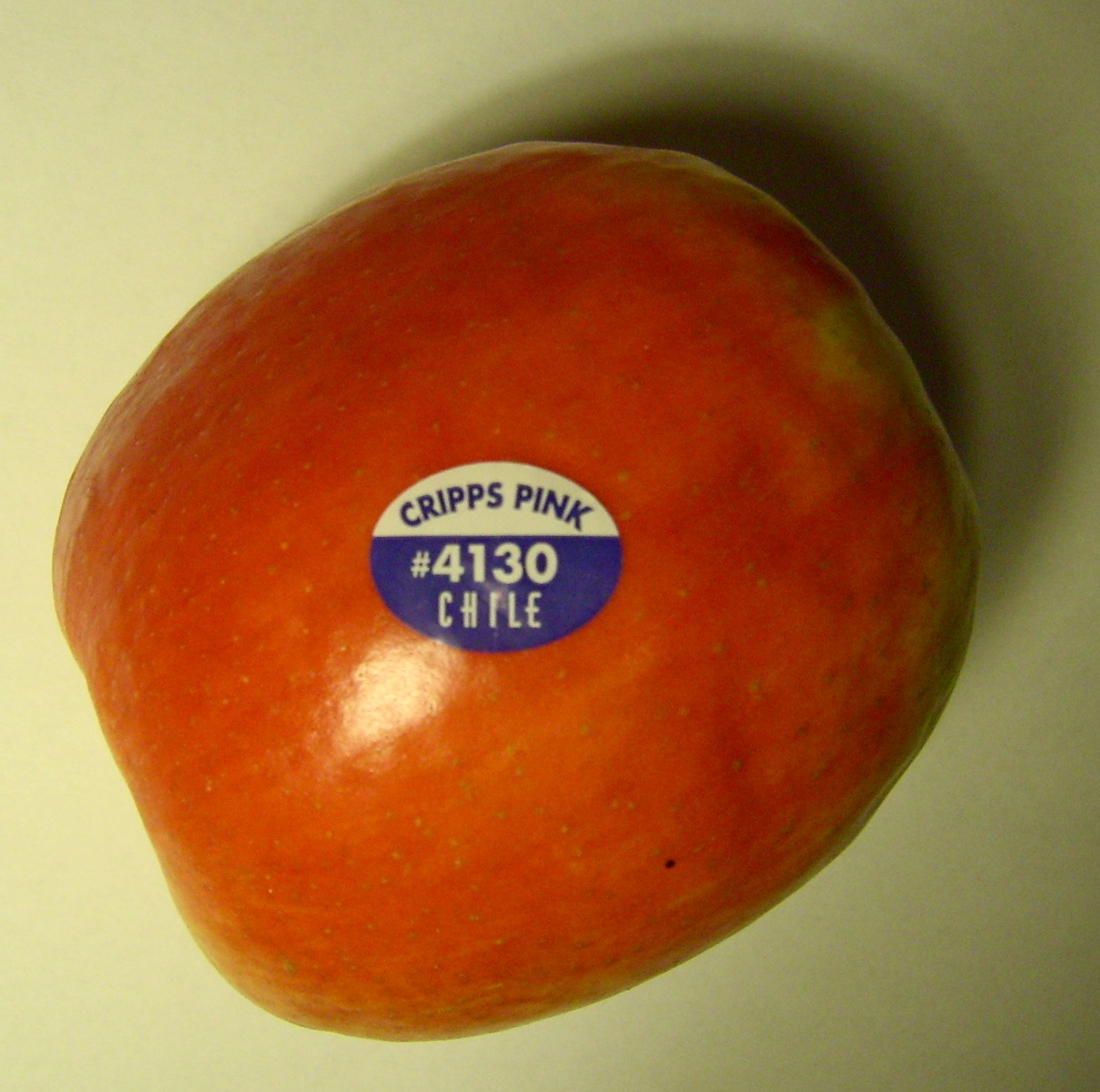
Nálepka s PLU kódem 4130, který označuje jablko odrůdy Pink Lady

PLU (zkratka anglického price look-up code, „kód pro dohledání ceny“) je systém identifikačních čísel zboží, který se začal používat začátkem devadesátých let.
Důvod zavedení byla přesnější a rychlejší kontrola skladových zásob. Pomocí PLU se daly snadno rozlišit podobné výrobky s rozdílnou cenou. Například určitý druh ovoce, které bylo dováženo z různých částí světa, se prodávalo ve stejném obchodě. Každý druh byl za jinou prodejní cenu. Snadno docházelo k záměně. Třeba jablka vypadala na pohled stejně, ale měla jinou prodejní cenu. PLU kódem bylo pomocí etiket zboží označeno a problém s určením zboží tím byl z větší části vyřešen.
PLU kód by se dal přirovnat k EAN kódu. PLU kód bývá v některých systémech také nazýván "interním kódem zboží" nebo interním ID. Toto názvosloví vzniká v žargonu různých oborů, kde se PLU používá.
Označení produktů tímto identifikačním znakem bývá používáno v různých oblastech prodeje. PLU bývá také náhradou za EAN kód, který stále ještě neexistuje u některých druhů výrobků, např. umělecké předměty, výrobky typu klíčenka, tužka atp. Rozsah PLU je většinou dán potřebami interního systému. V PLU může být například obsaženo číslo kategorie a pořadové číslo výrobku v této kategorii nebo může být PLU generováno náhodně.
Obecně se PLU kódy tisknou na etikety spolu s dalšími informacemi o zboží (výrobku). Zboží je zpravidla označeno názvem, jednotkovou cenou, EAN kódem a případně tímto PLU kódem.
Využití PLU v současnosti (rok 2022) je především jako další identifikace výrobku v informačních systémech, při prodeji nebo ke skladovým účelům a inventurám. Příkladem využití kódu PLU je jeho využití u zboží, které ze své podstaty nemůže být označeno etiketou s kódem EAN - například pečivo. Na pokladně následně dochází k zadání právě čísla PLU prodavačem, případně výběrem daného zboží dle obrázku v případě samoobslužných pokladen.
Příklady z praxe:
- Pokud při reálném prodeji nastane situace, že není možno načíst EAN kód nebo číslo EAN kódu nelze do pokladního systému zadat.
- Inventurní seznam s PLU kódy.